# Hôtel du Châtelet
El hôtel du Châtelet es un edificio neoclásico ubicado en el número 127 de la rue de Grenelle, en el 7 Distrito de  París.
Construido entre 1770 y 1776 para el duque de Châtelet, fue sucesivamente sede de la Escuela Nacional de Puentes y Caminos, residencia de los intendentes de la casa de Napoléon I y Luis XVIII, la Embajada del Imperio Otomano, la del Imperio de Austria, la sede de la Archidiócesis de París hasta 1905 antes de convertirse, al año siguiente, en la del Ministerio del Trabajo que acaba de crearse. Desde 2022 alberga el Ministerio de Trabajo y la residencia oficial del Ministro.

## Historia

### Orígenes de los lugares

#### Distrito de Grenelle

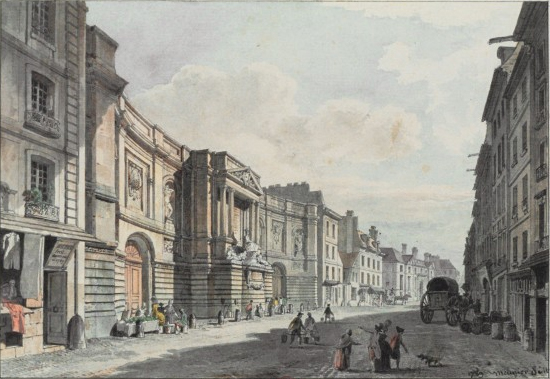
Calle de Grenelle ; dibujo de 1789.

Originalmente, esta zona de la rue de Grenelle escasamente poblada formaba parte de un área correspondiente aparte de los actuales 7 y 15 distritos, era "una extensa llanura arenosa, en parte pantanosa, que se utilizaba principalmente como reserva para la caza menor que se mantenía para la caza señoría". En el siglo XVII, se levantó en esta llanura el castillo de Grenelle, así como granjas circundantes. Los edificios pertenecían entonces a la abadía de Sainte-Geneviève, que los vendió en 1751 para que Luis XV hiciera erigir la Real Escuela Militar, según los planos de Ange-Jacques Gabriel. Más adelante, en el lugar de la actual Faubourg Saint-Germain, se ubican los terrenos de la Abadía de Saint-Germain-des-Prés, con "huertas y viñedos".
La Rue de Grenelle unía París con el antiguo pueblo de Grenelle, desde el siglo XIV existió como un camino, llamado el "nuevo camino", indicado en la encuesta de 1529. También fue mencionada con los nombres de " camino a las vacas", "camino de la justicia", "Carretera de Gibet" y "caminito del puerto ". En el siglo XV ganó importancia y fue denominado "gran camino de las vacas"  o "grand chemin de Garnelle", luego en el siglo XVII "camino del bosque" o “petit chemin de Grenelle”. Finalmente, más tarde se la denominó "rue Garanella", "chemin de Guarnelles" o "rue de Guernelles". En el siglo XVIII, ya como calle se llamará " rue de Grenelle-Saint-Germain". En 1830, se creó la comuna de Grenelle y en 1860, se fusionó con la ciudad de París mientras que el castillo que se encontraba allí fue destruido.

#### Hotels particuliers
Tras la muerte de Luis XIV, en 1715, cuyo fin de reinado se caracterizó con cierta austeridad, el Regente del reino, Philippe d'Orléans, abandonó Versalles en favor de París, llevándose consigo la Corte, que a partir de entonces como la burguesía construyen palacios y mansiones. El distrito de Marais, ahora abarrotado e insalubre, fue abandonado en favor de las margen derecho del Faubourg Saint-Honoré y la margen izquierda del Faubourg Saint-Germain, así como el área circundante. Entre 1720 y 1750, el número de casas adosadas aumentó de veinte a más de 200.
Desde el siglo XVIII, la esquina de Boulevard des Invalides y Rue de Grenelle pertenecía entonces a la orden monástica de los Carmes-Billettes, cuya sede estaba en el Marais. El 18 de enero de 1770, el prior Joachim Mainguy cedió solidariamente en usufructo mediante un arrendamiento enfitéutico las 1601 toesas de tierra pantanosa (es decir, 3 hectáreas) al conde Louis Marie Florent du Châtelet y su esposa Diane-Adélaïde de Rochechouart. El contrato se firma frente a Maître Laideguive. Prevé que la orden religiosa asegure la construcción del hotel, excepto la decoración interior y los jardines, a cargo del conde y su esposa, cuyos planos fueron elaborados por el arquitecto neoclásico Mathurin Cherpitel, alumno de Gabriel y Gran Premio de Roma en 1758; el Conde había conocido a Cherpitel en Roma, donde estaba preparando los planes para una residencia vienesa para el Príncipe Esterházy. A cambio, el conde da a los monjes 50 000 livrespor adelantado, luego 100 000 livres repartidas en cuatro plazos. Además, se fija una cuota anual de 4500 livres, hasta la muerte del conde, fecha en la que el edificio debe volver a la orden monástica.

#### Construcción
Encargado por el conde de supervisar la obra, Mathurin Cherpitel tuvo un plazo de dos años para cumplir su cometido. El contratista Lécluse se encargó de la creación de los cimientos del hotel, así como de la construcción de las paredes.  Carpinteros, techadores, fontaneros, cerrajeros, soladores, pavimentadores, escultores, vidrieroes y marmolistas ”, a quienes regularmente se les paga mientras que Cherpitel se reserva un sueldo de 1000 libras, una suma modesta en vista de lo que pedían los demás arquitectos de la época.
El proyecto finalmente tomó seis años. Tres años después de iniciada la construcción, el 4 de marzo de 1773 , un notario que se supone debe evaluar el progreso de la obra nota el importante sobrecoste de los costos inicialmente previstos. Ya sin poder sostener financieramente la construcción del edificio, la orden de los Carmelitas-Billettes finalmente decidió abandonarlo y vendió al conde el hotel así como el terreno, por la suma de 200 000 livres.

#### Antiguo Régimen y Revolución

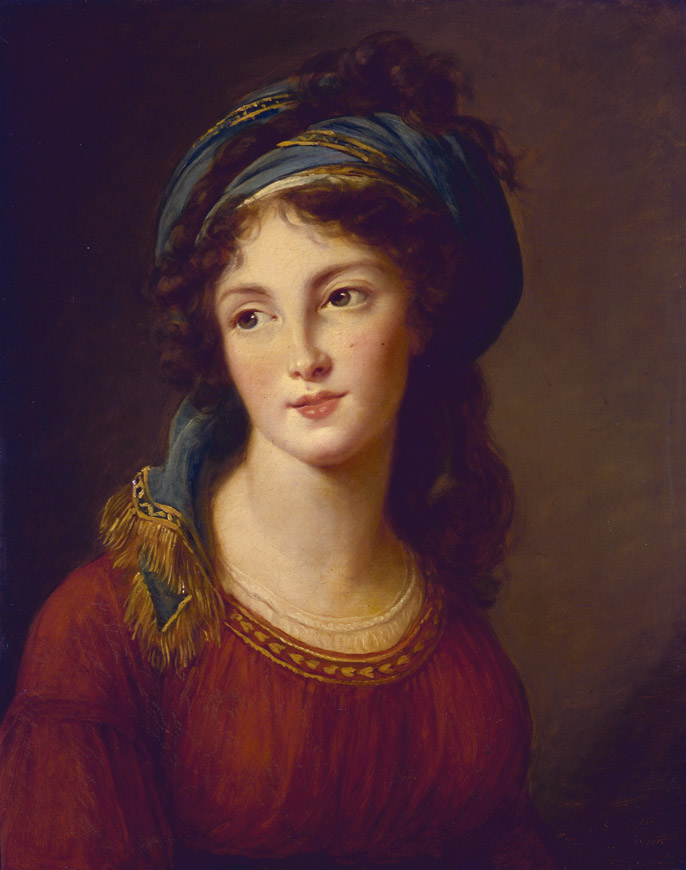
Aglaé de Polignac, de Élisabeth Vigée-Lebrun, 1794. La joven se queda un tiempo en el hotel con su marido.

El conde se convirtió en duque y vivió con su esposa Diane-Adélaïde aquí. No tuvieron hijos hasta 1773, cuando adoptaron a su sobrina, Diane-Adélaïde de Damas d'Antigny, también conocida por su nombre social, Madame de Simiane. Hasta las vísperas de la Revolución, organizaban aquí mítines políticos informales. Aglaé de Polignac, hija de la protegida de la reina María Antonieta, la duquesa de Polignac y su esposo, el duque de Guiche, también vivieron allí durante algún tiempo.
El 12 de julio de 1789, el duque fue perseguido por la gente enojada, pero es salvado por sus soldados de la Guardia Francesa, que él comandaba. Tres años más tarde, fue detenido en Picardía, condenado a muerte el 13 de diciembre de 1793 por "conspiración contra la República" y guillotinado al día siguiente. Su hotel fue registrado en la lista de edificios civiles en 1794. El 24 de agosto de 1800, mientras Bonaparte era Primer Cónsul, un decreto lo devolvió  a los herederos legales del Duque y más tarde fue comprado por los Estados Nacionales del Interior de París.

#### De la Revolución a 1906

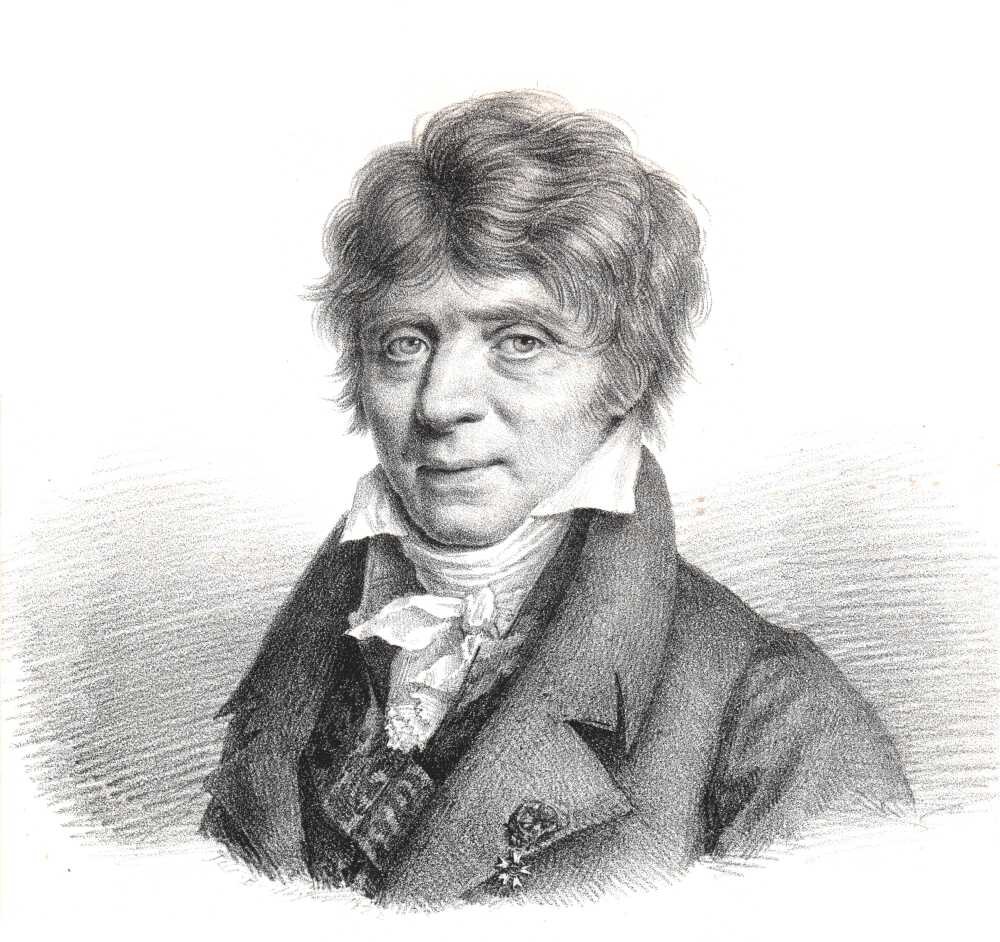
Gaspard de Prony, primer director de la École des Ponts et Chaussées después de la Revolución.

##### Escuela de Puentes y Caminos
La Escuela Nacional de Puentes y Caminos fue fundada en 1747 con sede en la rue Saint-Lazare, en un pequeño local. En 1794, el Comité de Salvación Pública formó una Comisión de Obras Públicas, cuya misión era crear una Escuela Central de Obras Públicas, que de facto asumiría las funciones de la Escuela de Puentes y Caminos. Finalmente, ambas escuelas sobrevivieron, la segunda tomando el nombre École Polytechnique bajo el Directorio. Por su parte, la École des Ponts et Chaussées fue definida como una "escuela de ingeniería" en 1795; una ley de  la oficina central está fijada en el Hôtel du Châtelet. Jacques-Élie Lamblardie dirigió las dos escuelas hasta su muerte en 1797. En 1798, Gaspard de Prony le sucedió y permitió la creación de tres clases de veinte alumnos, en sustitución de la clase de 36 alumnos entonces existente. La planta baja alberga varios patios: "el estudio de puertos marítimos, esclusas y canales de navegación (Chambre des Accords), baches y líneas (sala de retratos), puentes (oficina del ministro) y máquinas hidráulicas (antesala)». La Escuela se modificó profundamente bajo el Primer Imperio: en 1804, el Emperador militarizó la École polytechnique y trasladó la sede de estas dos instituciones a lugares con vocación puramente militar. 
El 31 de agosto de 1794, el polvorín de Grenelle explotó y causó muchos daños materiales en todo el distrito, sin contar los mil muertos que dejó. La École des Ponts et Chaussées encargó entonces un presupuesto a su ministerio de control, el del Interior, que evaluó las obras de renovación, estructuras, carpinterías, pavimentos, cubiertas y acristalamientos, en 11 904 francos, obra que se confío a Claude Jean- Baptiste Jallier de Savault, mientras que Mathurin Cherpitel intenta en vano atribuirlas.

##### La casa del emperador
Con el Imperio la menarquia regreso y este edificio fue asignado como Casa del Emperador, luego  Casa del Rey . Pierre Daru la dirigió  bajo el Primer Imperio y se alojó aquí, que siguió siendo hasta 1835 la residencia del Intendente General, también Ministro de la Casa del Rey, ministerio que desapareció en 1830 con el advenimiento de Louis-Philippe I, mientras permaneció la Intendencia). Entonces fue habitado  por el duque de Cadore, el duque de Blacas d'Aulps, el conde de Montalivet y el barón Fain.

##### De las embajadas a la sede de la archidiócesis

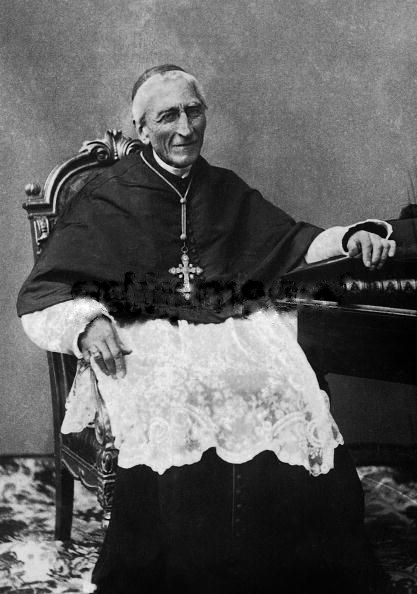
Cardenal Richard, arzobispo de París, último ocupante del Hôtel du Châtelet antes de la ley de 1905.

Luego albergó la Embajada de Turquía en Francia,  albergando a su embajador, Moustapha Reshid Bey-Effendi, luego la Embajada de Austriade 1838 a 1849; cuyas lujosas recepciones se describieron como un "fenómeno único en París". En 1849, bajo la II República, el presidente Louis-Napoleón Bonaparte ofreció el Hôtel du Châtelet al arzobispo de París (por lo tanto transformado en residencia arzobispal) cuyo palacio situado junto a la catedral de Notre-Dame fue saqueado e incendiado en 1831, sustituido por el hotel de Chenizot, que resultó ser "bastante estrecho e incómodo rápidamente”". El Presidente, con este gesto, firmado por decreto de fecha 23 de junio de 1849, atrajo las buenas gracias del alto clero católico. El M Sibour quien se aloja allí de forma gratuita, celebró el matrimonio del presidente que se convirtió en emperador y de Eugenia, el 30 de enero de 1853. Situado relativamente lejos de la catedral, el hotel recibe el sobrenombre de "exilio".
Una renovación emprendida por el Estado se lleva a cabo ante la llegada del Arzobispo, dirigido por Victor Baltard, arquitecto del Ayuntamiento de París, adaptó el edificio a su nuevo habitante: el comedor se convierte en una capilla privada y un boudoir en el segundo piso en un oratorio privado. Fue confiscado, tras la promulgación de la Ley de Separación de 1905, aunque no fue hasta un año después, el 15 de diciembre de 1906, que el comisario de policía del distrito de Champs-Élysées ordenó al cardenal Richard que se fuera, algo que hizo dos días después.

#### Sede del Ministerio del Trabajo

René Viviani, el primer ministro de Trabajo.

En 1906 se creó el Ministerio del Trabajo y Previsión Social, siendo René Viviani su primer titular. Las oficinas del ministro se ubicaron por primera vez en el antiguo edificio del Departamento de Culto, rue de Bellechasse, un decreto de fecha del 24 de febrero de 1907 lo concedió al ministerio. Los trabajos de restauración tuvieron lugar en 1908, habiendo sido asignados 622 460 francos por una ley; un inventario elaborado hacia 1910 comento que sufría "un terrible estado de deterioro". El arquitecto gubernamental Guillaume Tronchet estuvo a cargo de la obra, que se prolongó hasta 1911 y estaba destinada a "reformas de carpinterías, suelos de parqué y adornos de piedra.
El hotel en sí, con la carpintería tallada que contiene, la puerta de entrada y los muros que delimitan las dependencias del patio principal, son objeto de una clasificación como monumento histórico el 20 de diciembre de 1911.
Los acuerdos de Grenelle se firmaron allí en 1968. Fueron negociados los días 25 y 26 de mayo, en plena crisis de mayo de 1968, por representantes del gobierno Pompidou, sindicatos y organizaciones patronales en lo que ahora se denomina la “sala de los acuerdos”.

##### Renovaciones recientes
En la década de los 2000, se llevaron a cabo varias renovaciones, confiadas a Benjamin Mouton, arquitecto jefe de monumentos históricos, trabajos de albañilería en el patio Este, entonces bastante degradado, pero sobre todo de modernización y adaptación a las normas de seguridad vigentes. En 2005, los sótanos se transformaron en salas de reuniones, se restauraron los marcos originales y se llevaron a cabo obras de seguridad contra incendios, detectores de humo, extintores, señales de evacuación, de seguridad eléctrica, puesta a tierra de enchufes y luces, cableado, de accesibilidad para personas con movilidad reducida, rampas de acceso en pendiente suave, puertas ensanchadas con apertura automática y ecológicas, sistema de suministro de agua de circuito cerrado para la fuente, persianas opacas para las ventanas orientadas al sur en el lado del parque, doble acristalamiento aislante de las salas ceremoniales.
Desde mayo de 2012, estuvo cerrado durante dieciocho meses para ser completamente renovado, por un presupuesto de 3,4 millones de euros, que involucro la "modernización de las normas eléctricas, aislamiento de las ventanas para limitar el presupuesto de calefacción, construcción de un ascensor para personas con movilidad reducida, reparación de las pesadas puertas de entrada con cabezas de león y restauración de los antiguos suelos de parquet. […] En casi todas las habitaciones, los pisos y techos de madera son hermosos y viejos. Serán completamente desmantelados, restaurados y reemplazados". Por lo tanto, la oficina del ministro se trasladó al n. 101 de la misma calle, dentro del Hotel de Rothelin-Charolais, antigua sede del Ministerio de la Función Pública entre 2011 a 2012.

## Arquitectura

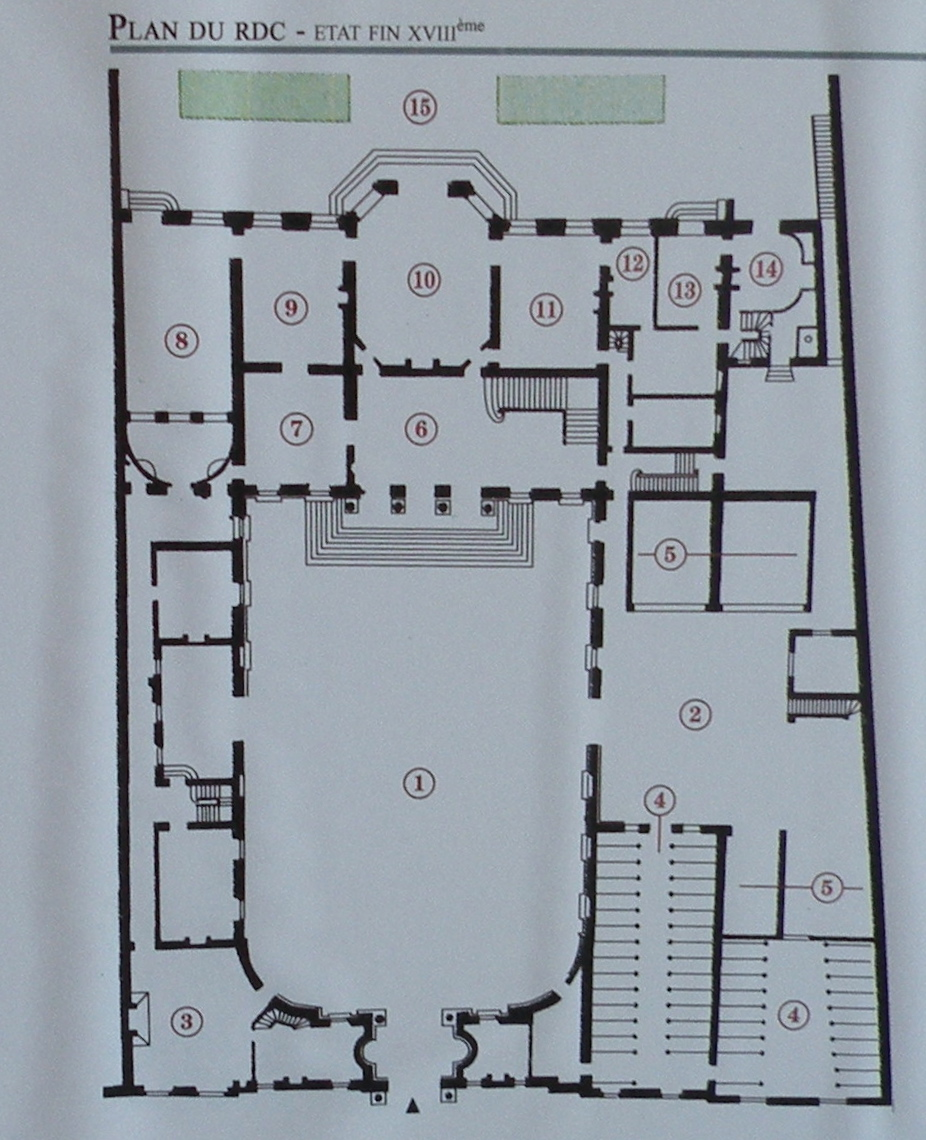
Plano de la planta baja del Hôtel du Châtelet.

### Puerta

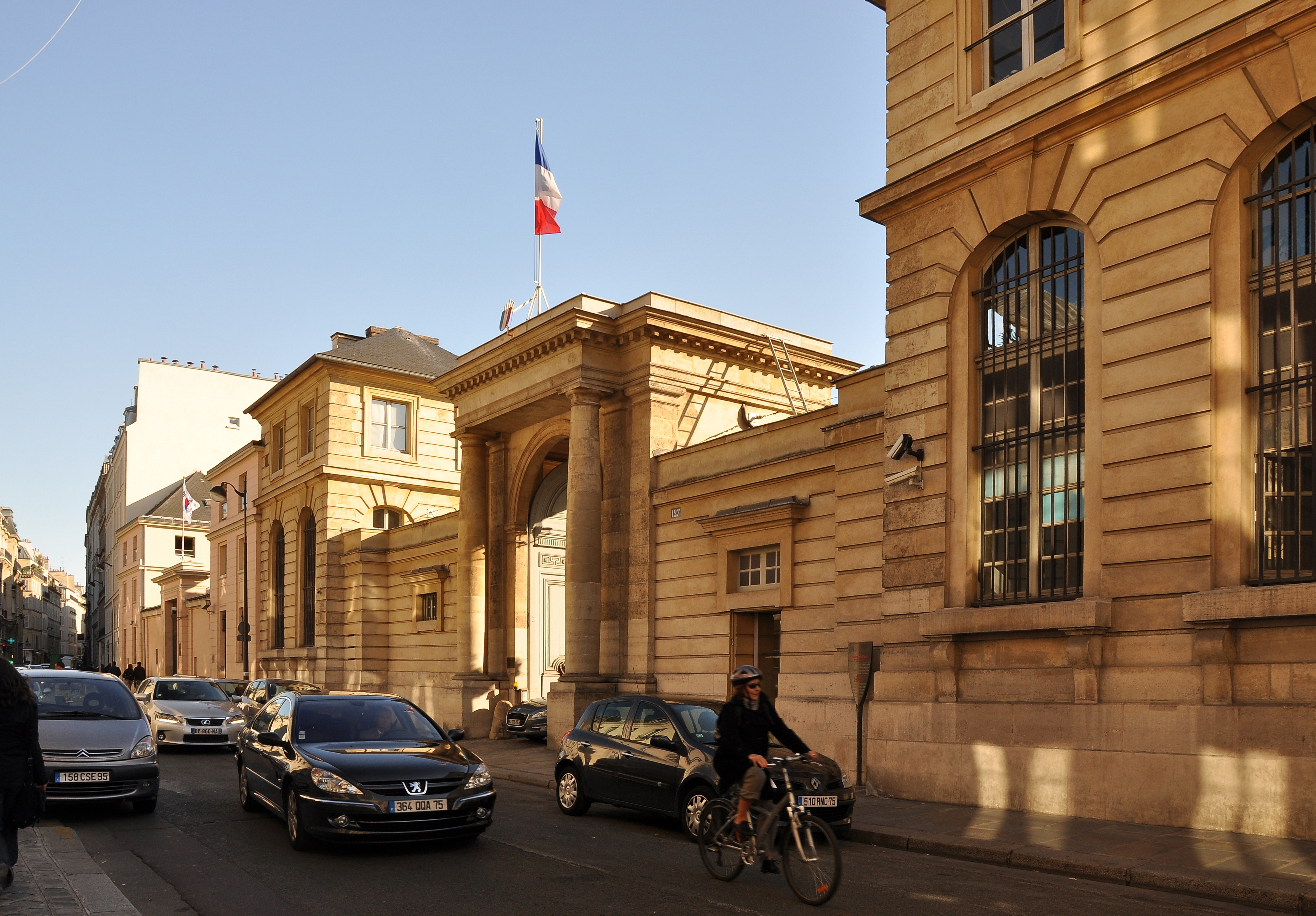
El portal.

La puerta del hotel es de estilo neoclásico y forma el cruce entre la rue de Grenelle y la cour d'honneur. Su estado actual corresponde a un grabado del hotel del siglo XVIII y  ha sufrido pocos cambios desde entonces. Flanqueado por dos pilastras en el fondo y dos columnas de cañón liso, de orden toscano, el pórtico está rematado por un entablamento con cornisa y ménsula. Las pilastras son de estilo dórico, y se abren al pie de una media luna. Sólo ha desaparecido el trofeo militar que lo coronaba, un escudo adornado con letras en cobre dorado. La entrada de carrozas de roble macizo de dos hojas se sitúa bajo una arquivolta de medio punto apoyada en dos jambas. La consola ricamente tallada está enmarcada por un friso estriado y dos marcos de tracería de influencia griega. Las líneas de cizalla con las que está decorado están muy presentes en la arquitectura de la época. El de la derecha tenía un rebaje simple, y ahora se coloca debajo de una puerta secundaria.
Originalmente, se dispusieron catorce bolardos de piedra a lo largo de la fachada. Hoy solo quedan dos. Además del portal, hay otras tres entradas, una puerta de cristal situada en el lado derecho del portal, que hoy en día sirve de mostrador de recepción del ministerio, por la noche, la puerta de cristal se sustituye por un muro trampantojo, una puerta secundaria que comunica un pequeño patio interior con el bulevar des Invalides, y finalmente una pequeña puerta al fondo del jardín que da a este mismo bulevar.

### Patio
El patio principal es accesible desde la entrada de carruajes, da a la fachada del edificio principal. Compuesto por una planta baja, un primer piso y un ático, el edificio principal está precedido por un colosal cuerpo de vanguardia. A ambos lados se alzan dos alas bajas destinadas a albergar las cocinas, las cuadras y los cobertizos.
El portal de la calle está enmarcado por dos columnas de orden toscano. El patio está pavimentado con piedra arenisca. ; bolardos, originalmente unidos por una cadena de hierro, lo rodean hasta el edificio principal. Las dos alas bajas aparecen simétricamente en una arcada, cada una con un "patio; cada uno está coronado por una balaustrada. El ala oeste (que da al Boulevard des Invalides, que desde entonces ha sido completamente remodelada, recibió el sobrenombre de "corral" y acomodaba las cuadras del hotel, es decir hasta siete carruajes al mismo tiempo. El ala este se dispuso para las cocinas. Encendieron una hoguera en su pequeño patio. Las alas presentan una serie de arquivoltas y amplios contrafuertes, entre los que se intercalan lunetas, lgunas ficticias, y un arco de acceso a los patios laterales.
El porche está enmarcado por dos grandes nichos, el de la izquierda albergó originalmente la bajada del sótano a la despensa, mientras que el de la derecha daba acceso a las viviendas de la guardia suiza, desde 1770, a veces se utilizaban para custodiar las residencias de los grandes oficiales de la Reino.

### Fachada
La fachada neoclásica del edificio principal fue creada por Claude Nicolas Ledoux. El proyecto de Mathurin Cherpitel no se mantuvo, solo repitió el propuesto al duque de Uzès en 1766 para su hotel ubicado en la rue Montmartre, que finalmente fue destruido en 1870, pero influyó en parte en Ledoux para ciertas características de esta fachada. Este tiene un colosal cuerpo de vanguardia, llevado por dos columnas que "abrazaban dos pisos".

Los capiteles son de orden compuesto [...]. El fuste liso es específico del orden toscano. Las columnas llevan un balcón con cornisa y ménsulas, rematado con balaustrada de piedra. Este entablamento se ocupa en toda su longitud para marcar magníficamente el segundo piso. La afirmación de las líneas horizontales se extrae de la realización de Ledoux. La verticalidad impulsada por las columnas también la subrayan las pilastras del segundo piso y los jarrones del desván. Los vanos de la planta baja y los alféizares de la primera planta retoman el estilo de las arcadas y las balaustradas laterales y se disponen en perfecta continuidad con ellas. Se añade así una cierta armonía a la potencia de la composición. Esta investigación arquitectónica, propia del estilo neoclásico, rompe con los excesos de estilo barroco.

En 1843, un inventario menciona la presencia de un dosel de estilo etrusco pintado de verde, en lo alto de la escalera principal, contra la fachada. Fue removido antes de la instalación del Ministerio de Trabajo en la década de 1900.

### Alas bajas

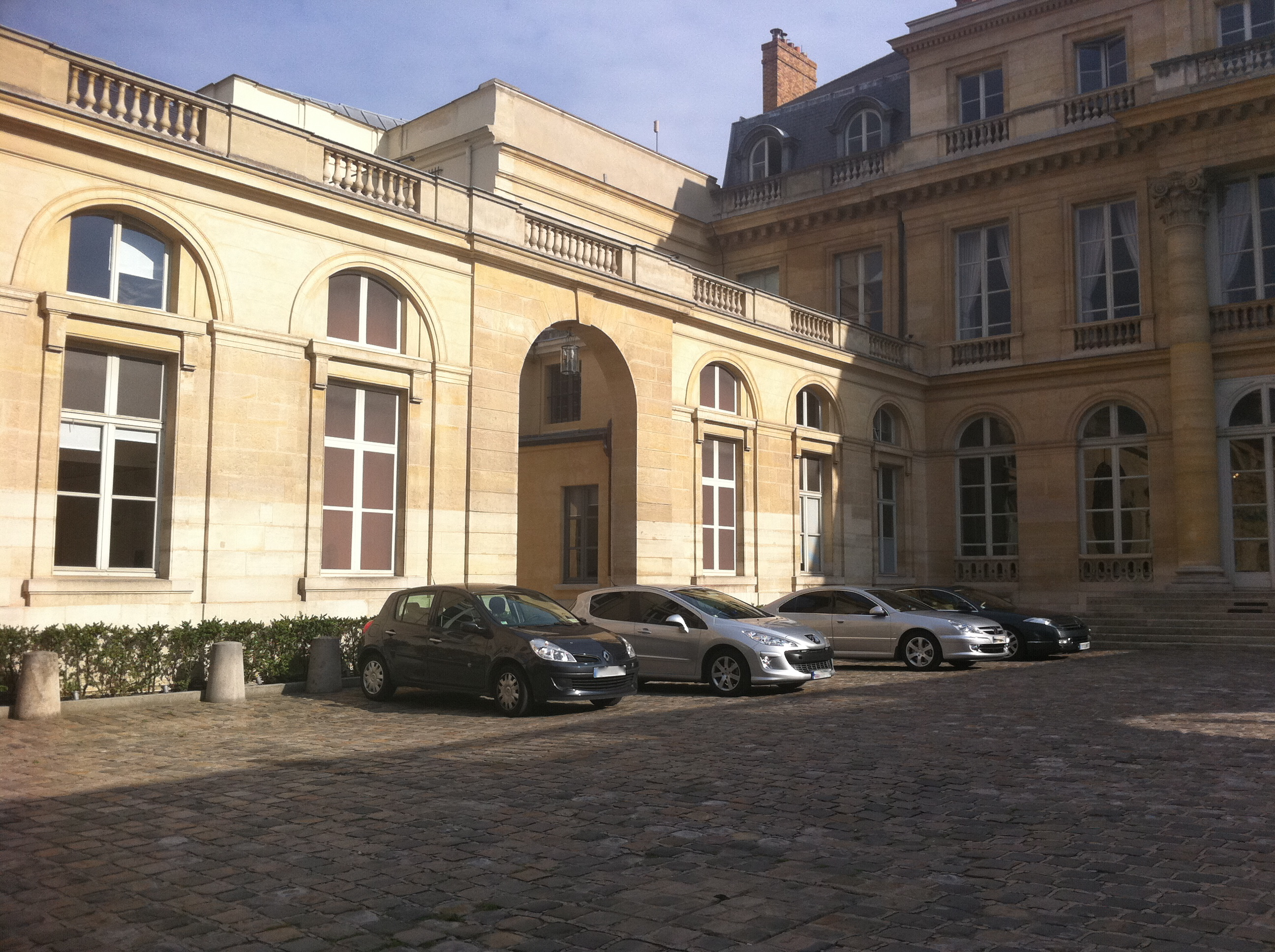
Ala este.

El ala este albergaba originalmente las cocinas del hotel. ; por lo tanto, está cerca del comedor, hoy en día la “sala de acordes". Su arquitectura interior consta de una gran sala empedrada, cuyo patio central se denominó " pequeño patio de la cocina » :

Y étaient disposés, à droite en entrant, une grande cheminée en pierre et un four maçonné ; en face : un grand fourneau potager à quinze réchauds (ancêtre de la cuisinière). Une largue ouverture à gauche donnait sur un lavoir et permettait d'accéder, par une descente de caves, à un garde-manger. Le corridor desservait également trois salles de service carrelées de terres cuites : une petite cuisine secondaire (avec évier en pierre, fourneau potager et four maçonné), un cabinet d'office et un laboratoire de pâtisserie. À mi-parcours, un puits logé dans une niche (toujours visible aujourd'hui) alimentaire un robinet grâce à une pompe.

Las habitaciones fueron reconvertidas cuando el hotel fue adjudicado al Ministerio de Trabajo, pero a pesar de todas las reformas realizadas, la configuración de las habitaciones se ha mantenido bastante fiel a como era en un principio  .

#### Ala oeste
El ala oeste albergaba originalmente los establos del hotel. : cuatro cobertizos pueden contener un máximo de siete carruajes tirados por caballos al mismo tiempo y, a la derecha del patio, las propias cuadras pueden albergar hasta 28 caballos al mismo tiempo. Un pequeño pabellón ubicado en la esquina del bulevar des Invalides y la rue de Grenelle albergó inicialmente represas, que controlan el paso de posibles personas mal atendidas, luego se alquila a particulares cuando la Escuela de Puentes y Caminos habita en el hotel. Existió hasta principios del XX XX. siglo un pequeño pasaje que permite llegar al patio de los baños », accesible desde el « baño (hoy en día, la oficina del Subdirector General de la Oficina del Ministro). Durante la reforma de principios de siglo, en 1909, el ala fue completamente demolida y luego reconstruida, destruyendo el pequeño pasaje y dejando sólo dos de los cuatro cobertizos.

### Vestíbulo y escalera

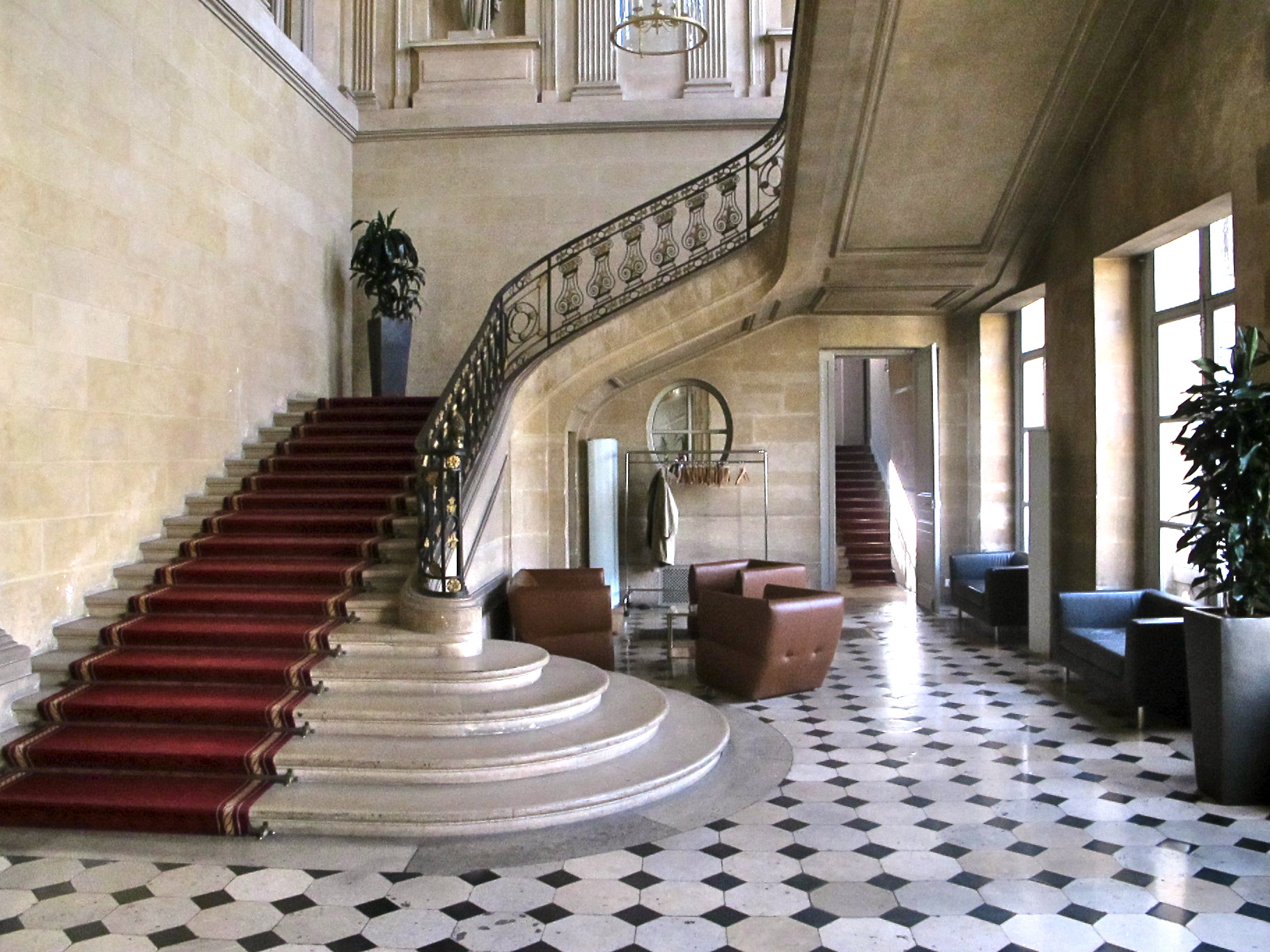
La escalera principal en el vestíbulo.

Se accede al gran vestíbulo desde el patio principal y subiendo una pequeña escalera. Está iluminado por los ventanales de la planta baja y de la planta superior. En particular, alberga la oficina del ujier del hotel. La puerta de la izquierda da acceso a la antecámara, luego a la oficina del ministro y a la Salle des Accords ; el de la derecha da acceso a través de una escalera de servicio a las plantas ya los distintos departamentos del ministerio. El vestíbulo es severo y sobrio en comparación con las salas de estado. ; « la mineralidad de los ornamentos pétreos, los paramentos de la gran escalera y el pavimento encorchado crean una atmósfera fría e imponente, propia de los monumentos grecorromanos […]. Una cornisa sostenida por ménsulas de triglifos corre alrededor del techo". Al pie de la escalera hay una placa conmemorativa de mármol que honra la memoria de los empleados del Ministerio de Trabajo que murieron por Francia durante las dos guerras mundiales. ; notamos en particular el nombre del ministro Jean-Baptiste Lebas, que murió en la deportación en 1944. Cada año tienen lugar dos actos anuales presididos por el ministro en ejercicio, el 8 de mayo y el 11 de noviembre, en presencia de miembros de la Asociación de la memoria de los veteranos y víctimas de las guerras de Asuntos Sociales (AMAC).
La escalera es de estilo neoclásico, típica del siglo XVIII. Tiene una barandilla de hierro forjado estilo Luis XVI, pero con formas que marcan un revival del  estilo Luis XIV, como era la moda entonces, con adornos de bronce dorado (está compuesto por balaustres enrollados, cuyo pilar inicial está coronado por una piña ornamentada, símbolo de fertilidad y descansa en una pila concéntrica de cuatro escalones. El muro principal del hueco de la escalera está revestido con frisos, pilastras y bajorrelieves de estilo jónico que pretenden imitar la piedra. En dos hornacinas se disponen las estatuas de las deidades grecorromanas de Afrodita y Apolo, reconocibles gracias a su aspecto agradable y juvenil y gracias a sus respectivos atributos : la manzana de la discordia y la flauta.

### Sala de espera o de retratos
Esta antecámara recibe a los visitantes antes de su encuentro con el ministro; en 1968, los padres de los acuerdos de Grenelle, por ejemplo, esperaban allí antes de iniciar sus negociaciones. En esta sala también se han colgado todos los retratos de los titulares del cargo desde la creación del ministerio en 1906. Es una habitación blanca, cuyas paredes están cubiertas de fotografías enmarcadas. Hay un espacio vacío, que recuerda a los Ministros de Trabajo que participaron en el Régimen de Vichy entre 1940 y 1944, René Belin, Hubert Lagardelle, Jean Bichelonne y Marcel Déat, y por tanto colaboraron con el ocupante alemán. Solo cinco mujeres han ocupado este cargo: Martine Aubry;, Élisabeth Guigou, Myriam El Khomri, Muriel Pénicaud y Élisabeth Borne.
Altos artesonados rodean la sala y sostienen un entablamento con frisos de hojas y óvulos de acanto. El suelo, alicatado con grandes losas de piedra de Liais, piedra caliza dura y de grano fino extraída en Parí, y mármol negro, se ha mantenido en un estado acorde con el original. Las sobrepuertas, decoradas con un friso de hojas de laurel y una cornisa sostenida por dos consolas esculpidas, están provistas de bajorrelieves en yeso. Sobre un arabesco de hoja, hay un mascarón, adorno emblemático de esta pieza. Esta figura de origen mitológico, de boca gesticulante y orejas puntiagudas, es utilizada desde la Antigüedad y muy utilizada desde el Renacimiento, sobre todo como clave de bóveda en los vanos de pórticos y ventanas. Aquí toma la forma de un sátiro cuyo cabello se funde con el follaje. En una de las esquinas, abajo a la derecha, había una estufa de loza del siglo XVIII rematada con una tablilla de mármol.

### Oficina del ministro

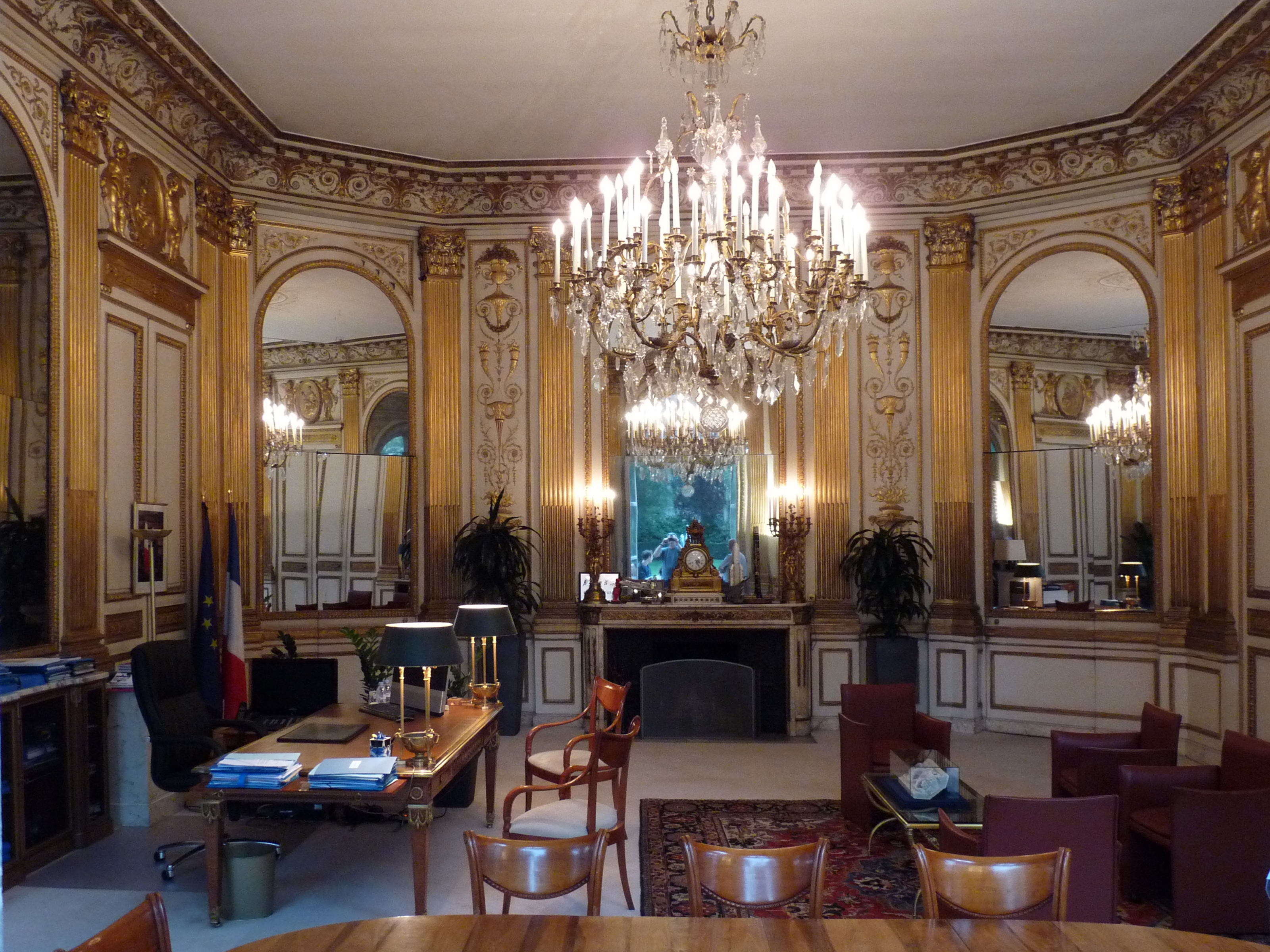
La oficina del ministro.

Está en el gran salón. Originalmente, era una sala ceremonial donde el duque y la duquesa de Châtelet organizaban recepciones sociales para su hija, incluidos banquetes, bailes e incluso conciertos de música de cámara. Se considera muy moderno para su época, debido a la mayor búsqueda de luminosidad que se hizo, así como al uso de "suelos de hielo", ensamblaje de madera con plafones, con marcos de enmarcado y marco interior, sobre los que se colocan los espejos. La sala sirvió también, en estos tiempos de efervescencia intelectual, la Ilustración), como salón literario. Ganó en austeridad a mediados del siglo XIX, cuando el arzobispo de París la transformó en su estudio. Cuando se conviertio en sede de un ministerio, en el siglo siguiente, la habitación siguió siendo un despacho, el del ministro, en el que ocasionalmente, da conferencias de prensa y entrevistas.
El gran salón es una estancia octogonal, cuyos tres ventanales dan al jardín, orientado al sur, los cinco espejos refuerzan el carácter luminoso de la habitación. Cabe señalar que tres de los ocho tramos de muro forman parte de la vanguardia de la fachada del jardín. La decoración es de estilo Luis XVI, subrayada por las veinte pilastras corintias y numerosos dorados y considerada "la sala más suntuosa del hotel". "Todos los adornos están dorados con oro mate envejecido sobre fondo blanco" . En la parte superior de las pilastras, un friso de pared da la vuelta a la sala : ella « un continuo relativamente denso de volutas, palmetas y rosetas, de las que se destaca un follaje más aireado.  Tiene cuatro puertas, dos de las cuales son ficticias, pero todas están diseñadas basándose en "paneles de madera vestidos con un marco con motivos ovales".

### Salón de los Acuerdos
Anteriormente llamado "sala de estar siglo XVIII", en homenaje a su decoración conservada, esta sala lleva ahora el nombre de los acuerdos Grenelle que se firman en esta sala, el 27 de mayo de 1968. Originalmente, la parte semicircular de la moneda era el lugar donde se encontraba el "bufé", una pequeña habitación oculta a los ojos de los invitados y reservada para el personal, separada de la habitación propiamente dicha por cuatro columnas colocadas una al lado de la otra, de las que quedan dos, las dos centrales de las cuales albergaban una estufa de ladrillo, encajonada en un nicho. en el siglo XIX 19 en XIX 19 siglo, la sala se convirtió en la capilla privada del arzobispo. En 1908 fue completamente reformado (se entarimaron el suelo, se quitaron el tabique de la hornacina y la estufa) y la sala perdió su función religiosa. Entonces se llama el sala de comité». Desde 1968, la Salle des Accords solo se utiliza excepcionalmente, durante grandes reuniones con los interlocutores sociales. ; el ministro y sus asesores prefieren habitaciones mucho más pequeñas, pero más modernas y prácticas.

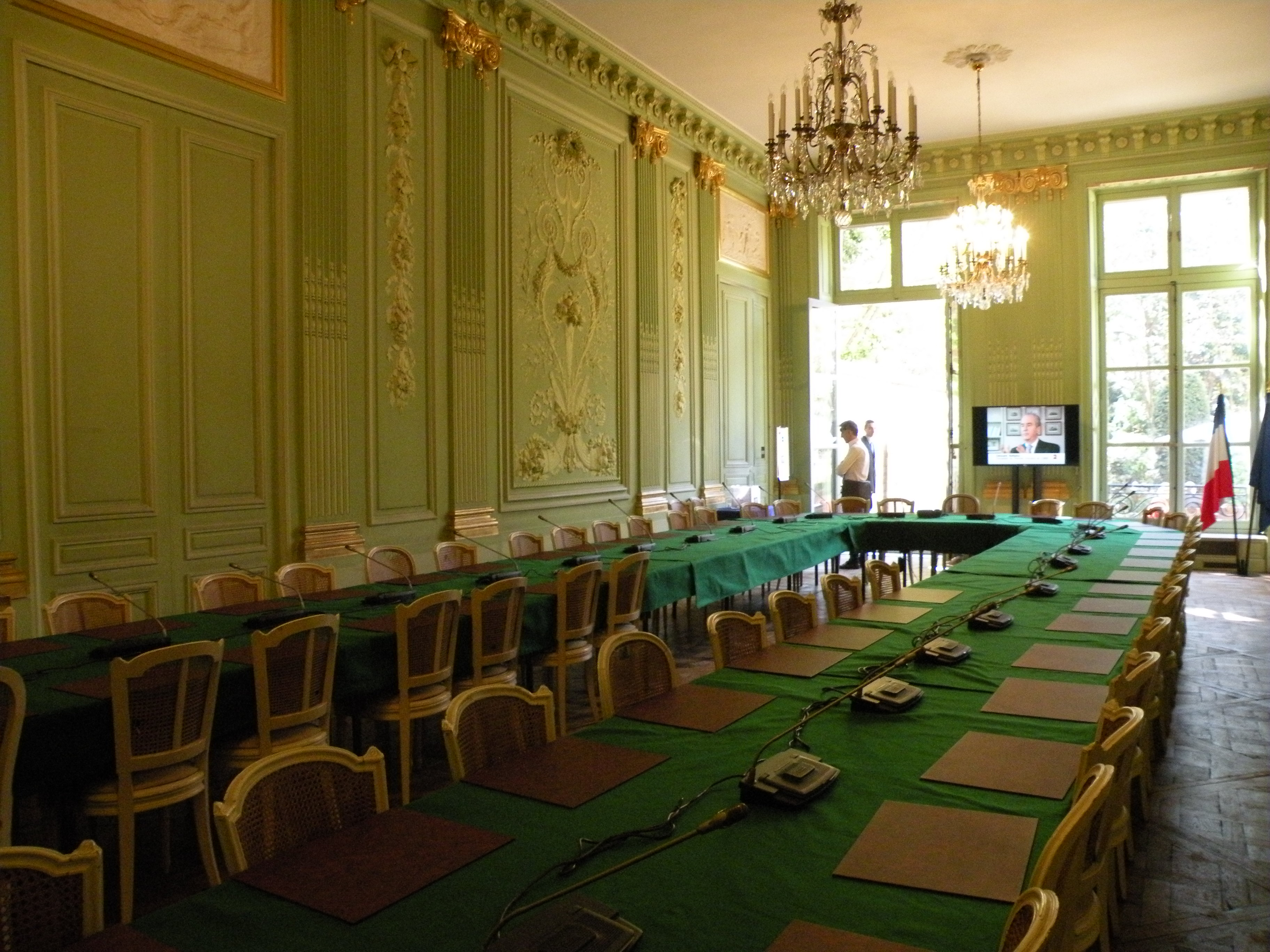
Ahí " sala de acordes ".

Es una gran sala a la que se accede desde la antecámara y que se abre a los jardines. De color verde agua, tiene « la ornamentación de época, en madera esculpida, [que] evoca temas antiguos retomados en gran medida por el estilo neoclásico del siglo XVIII siglo : naturaleza, amor, fertilidad, eternidad. Las sobrepuertas presentan bajorrelieves que representan querubines y el tema de las cuatro estaciones. La carpintería es de estilo Luis XVI y puede haber sido realizada por Gilles-Paul Cauvet. Son ocho paños de pared separados por pilastras de estilo jónico, con capiteles en yeso dorado, con « restos de gránulos de semillas, rosetas, óvulos, conectado al techo por un friso jónico compuesto por consolas y rosetones de yeso alternados. Dos grandes paneles en el centro de la sala, en los que se representan cornucopias, guirnaldas y coronas de frutas o flores. Cintas, cortinajes y follajes, de los que destacan los entrelazados de hojas de olivo, se elevan con elegancia, describiendo un arabesco particularmente refinado. Seis pequeños paneles que muestran la caída de frutas. Dos fuentes de pared en mármol blanco veteado y plomo dorado adornar la habitación. Originalmente se usaban para servir el comedor. : se colocaron dos grifos en la cabeza de la serpiente dorada, pero se quitaron durante el XIX XIX. siglo Son típicos del siglo XVIII, debido a la presencia de elementos acuáticos, delfines, serpientes, etc. y florales, laureles, semillas, etc.,

#### Las antecámaras
La escalera conduce al primer piso en un rellano donde se disponen sillones y donde, en « pared, se posa«un brazo de aplique Luis XVI con tres brazos. El rellano da acceso a una puerta de dos hojas, que da a dos antecámaras contiguas, cada una de ellas con vistas al patio principal, y cuyos suelos son de parqué en espiga . Originalmente, la primera daba acceso a un armario y la segunda fue convertida en sala de billar a principios del siglo pasado. La decoración es discreta, frisos de follaje, hojas de agua en el techo y medallones sobre la puerta » enmarcado con motivos de flores, drapeados y musas al estilo Luis XVI. Las sucesivas reformas han quitado los azulejos de la primera sala, y la estufa de azulejos que estaba colocada en un nicho de la segunda.

#### Los salones
Siempre en fila, después de las dos primeras antecámaras le siguen el " salón amarillo » luego dos salones ceremoniales de estilo Luis XVI: a la derecha el "salón grande (dedicado a la recepción de invitados y originalmente un dormitorio octogonal) ya la izquierda el comedor del ministro (originalmente una biblioteca). Estas dos habitaciones están ricamente decoradas. «dorados, cristales, parquet y bronces", mientras « un friso con follaje y palmetas recorre el techo » . Un conjunto de puertas traseras, pasillos y tocadores dispuestos de forma elaborada para la época permitía a los propietarios originales circular con más tranquilidad y discreción por sus apartamentos. Desde principios del siglo XX, permiten al ministro recibir a sus invitados oficiales.
Los salones cuentan con candelabros de cristal de Bohemia y apliques de bronce dorado, ambos de estilo Luis XVI, que probablemente fueron adquiridas en 1909, cuando se destinó un presupuesto de 45 000 francos para la "compra de cristales, vajillas y platería". La sala amarilla está atravesada por cuatro paneles esculpidos, de la época, que recuerdan en parte a los de la Salle des Accords. Un arabesco de follaje, del que emergen ramas de olivo y hiedra, se eleva alrededor de un jarrón y una cornucopia, rebosante de frutos. […] Dos serpientes forman las volutas de las asas. Las sobrepuertas tienen bajorrelieves de yeso, dorados con oro viejo, caracterizados por el estilo Luis XVI del marco entrante con sus cuatro rosetones: un jarrón antiguo central o cestas llenas de flores, luego ramas de olivo y laureles a los lados.

#### Los apartamentos privados del ministro
Estos apartamentos privados, accesibles desde el salón grande, están menos ornamentadas que las otras habitaciones y tienen muebles más modernos. Destacan en particular los artesonados y frisos de las paredes, los apliques de bronce y la chimenea de mármol. Entre las habitaciones, está el salón personal del ministro, que Mathurin Cherpitel originalmente quería dividir en dos "gabinetes de polvo habitaciones separadas, cada una con acceso a un dormitorio, siendo el comedor del ministro un antiguo dormitorio. Queda un dormitorio, reservado al ministro, iluminado por dos ventanas al jardín y otras dos a una terraza situada en el lado oeste. ; una escalera privada conduce tanto al piso de arriba como a la planta baja. Las sucesivas reformas eliminaron el baño de la planta baja, situado justo debajo del dormitorio, así como los tocadores, uno de los cuales estaba decorado con laca.

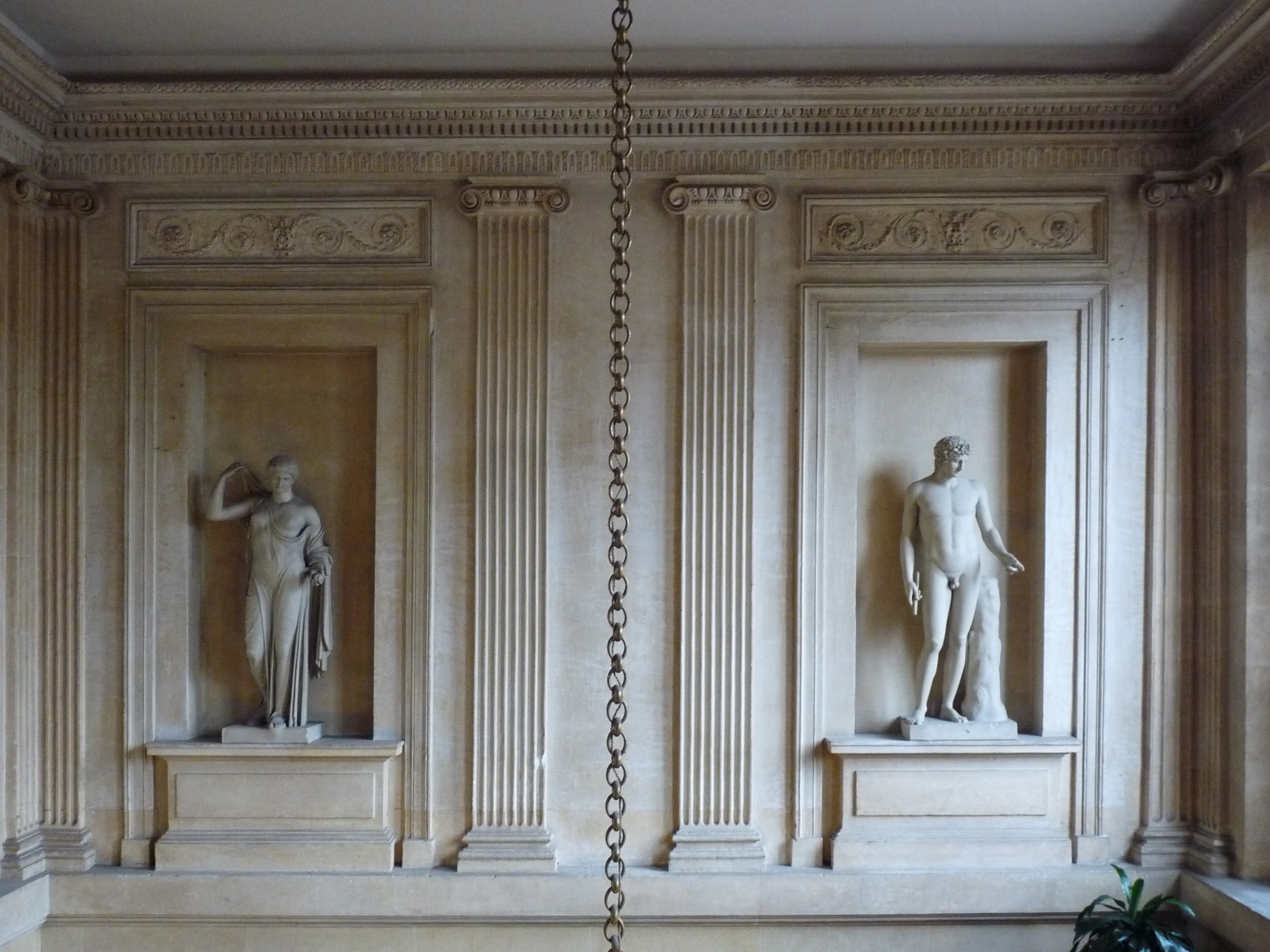
Las estatuas de Afrodita (izquierda) y Apolo (derecha), en el vestíbulo.

Durante la Revolución el local fue expropiado, pero fue en las sucesiones posteriores de la familia Châtelet cuando el mobiliario desapareció. Sin embargo, se han conservado restos de muebles lacados en rojo, cuatro armarios, un escritorio cilíndrico, una caja de cartón y una cómoda encontrados en 1987, que se presentan en el Château de Compiègne y paneles de pared a juego, originales y con motivos del Lejano Oriente, en boga en el siglo XVIII, que se encuentran en el Museo de Artes Decorativas. El todo, llamado gabinete de laca » había sido adquirido por Émilie du Châtelet, transmitido a su hijo e instalado en un boudoir situado en el primer entresuelo, que es hoy la secretaría de la oficina del ministro), hasta que los muebles fueron comprados en 1862 por la emperatriz Eugenia, lo que explica su presencia en el castillo imperial.
El mobiliario que adorna hoy el ministerio es prestado, como en el caso de todas las instituciones, por el Mobilier national, heredero del Garde-Meuble de la Couronne y de la Maison de l'Empereur. El conde Daru, que fue el primero en dirigir esta última institución, dotó al hotel de hermosas habitaciones. Destacamos la presencia de muebles Luis XVI en su mayor parte, en especial, el escritorio plano del ministro, así como otros de estilo Luis XV, Imperio y contemporáneo. Preciosos objetos decorativos adornan los salones de la planta baja y el primer piso : relojes de bronce dorado, jarrón popurrí de porcelana de Sèvre del siglo XVIII, jarrones japoneses del XVIII o candelabros en bronce dorado y bronce plateado de mediados del XIX.

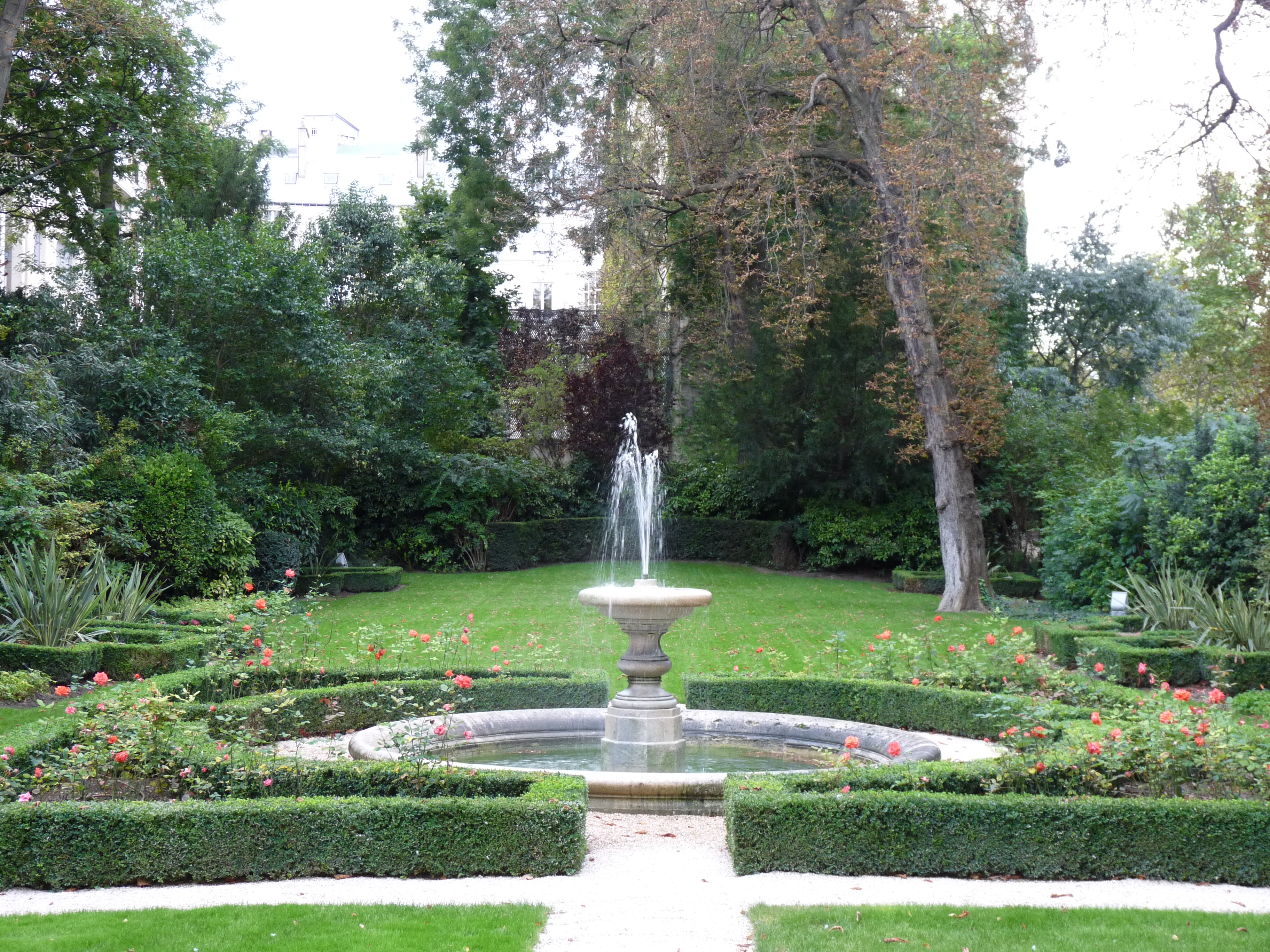
El jardín.

Situado a lo largo del Bulevar des Invalides, el jardín permite admirar la fachada trasera del hotel de estilo Regencia, que es menos solemne que la del patio principal. Su centro está ocupado por la gran sala de estar octogonal que forma un cuerpo de vanguardia inclinado. Está jalonado por grandes ventanales, en la planta baja y en el piso superior, luego coronado por una balaustrada. Fue Mathurin Cherpitel quien se encargó de esta fachada trasera, pero se contentó con retomar los planes propuestos en vano en 1765 para el Hôtel d'Harcourt.
Diseñado por Mathurin Cherpitel, es de estilo francés, aunque la moda inglesa comenzó a aparecer durante el reinado de Luis XVI. Tienes que subir dos escaleras para llegar allí. : la primera permite bajar del gran salón (actual despacho del ministro) a una gran terraza que se utiliza para recibir ; la segunda se usa para llegar al jardín, ubicado debajo. « Césped finamente cincelado, macizos de flores geométricos y plantaciones de árboles rectilíneos se extienden en perfecta simetría a ambos lados de un camino central. Celle-ci débouche sur un bosquet, également surélevé, formé de plusieurs îlots » . Después de la Revolución, bajo la École des Ponts et Chaussées, solo se conservaron árboles raros mientras se plantaba un huerto y se eliminaba la terraza nivelando entre el jardín y el edificio. En 1808, el jardín perdió parte de su área a favor de una venta a su vecino del 125 de la rue de Grenelle, con lo que se debió perforar un nuevo pozo para los juegos de agua. Las renovaciones de 1908 crearon un jardín con « líneas más redondeadas, con árboles dispersos, una fuente con pila de piedra y un paseo en la periferia".

## Películas rodadas en el hotel

### Cine
- 1961: El presidente, película de Henri Verneuil[41] (presentación del Hôtel Matignon, residencia del presidente del Consejo de Ministros)
- 1966: ¿Quién eres, Polly Maggoo? ?, una película de William Klein.
- 2012: Les Saveurs du palais de Christian Vincent[42] (en representación del Palacio del Elíseo, residencia del Presidente de la República)

### Televisión
- 2011: Los hombres en las sombras de Frédéric Tellier (para representar el hotel Matignon).[43]
- 2011: Yann Piat, crónica de un asesinato de Antoine de Caunes.[42]
- 2016: Baron noir de Eric Benzekri y Jean-Baptiste Delafon[44] (para presentar el Palacio del Elíseo, residencia del Presidente de la República).
- 2018: Parfum Scandal, anuncio de Jean-Paul Gaultier (para presentar el Palacio del Elíseo)